# Альсахади, Мохаммад
Мохаммад Эйд Альсахади (швед. Mohammad Eid Alsalkhadi; род. 29 июля 2001) — шведский футболист, нападающий «Вернаму».

## Клубная карьера
Является воспитанником «Оскарстрёма». В его составе в 2016 году дебютировал во взрослом футболе, проведя 17 матчей в шестом дивизионе, в которых он забил 12 мячей. Затем перешёл в академию «Хальмстада». В её составе провёл несколько лет, выступал за юношеские команды клуба. В январе 2021 года перешёл в «Твоокер» из первого дивизиона. После двух лет в команде решил не продлевать контракт с клубом и был вёл переговоры с «Утсиктеном». В декабре 2022 года перешёл в «Сандвикен». В сезоне принял участие в 17 матчах, забил шесть мячей и сделал две голевые передачи и вместе с клубом занял первую строчку в турнирной таблице и вышел в Суперэттан.
В феврале 2024 года предложение по Альсахади делал норвежский «Саннефьорд», однако переход не состоялся. 1 марта нападающий подписал четырёхлетний контракт с «Вернаму». 15 апреля в матче третьего тура с «Мальмё» дебютировал в чемпионате Швеции, появившись на поле после перерыва вместо Марко Бустоса.

## Клубная статистика
| Выступление      | Выступление      | Выступление      | Лига | Лига | Кубки | Кубки | Конт. кубки | Конт. кубки | Итого | Итого |
| Клуб             | Лига             | Сезон            | Игры | Голы | Игры  | Голы  | Игры        | Голы        | Игры  | Голы  |
| ---------------- | ---------------- | ---------------- | ---- | ---- | ----- | ----- | ----------- | ----------- | ----- | ----- |
| Оскарстрём       | Дивизион 6       | 2017             | 17   | 12   | 0     | 0     | 0           | 0           | 17    | 12    |
| Оскарстрём       | Итого            | Итого            | 17   | 12   | 0     | 0     | 0           | 0           | 17    | 12    |
| Твоокер          | Дивизион 1       | 2021             | 20   | 2    | 0     | 0     | 0           | 0           | 20    | 2     |
| Твоокер          | Дивизион 1       | 2022             | 25   | 4    | 2     | 1     | 0           | 0           | 27    | 5     |
| Твоокер          | Итого            | Итого            | 45   | 6    | 2     | 1     | 0           | 0           | 47    | 7     |
| Сандвикен        | Дивизион 1       | 2023             | 17   | 6    | 1     | 0     | 0           | 0           | 18    | 6     |
| Сандвикен        | Итого            | Итого            | 17   | 6    | 1     | 0     | 0           | 0           | 18    | 6     |
| Вернаму          | Алльсвенскан     | 2024             | 3    | 0    | 0     | 0     | 0           | 0           | 3     | 0     |
| Вернаму          | Итого            | Итого            | 3    | 0    | 0     | 0     | 0           | 0           | 3     | 0     |
| Всего за карьеру | Всего за карьеру | Всего за карьеру | 82   | 24   | 3     | 1     | 0           | 0           | 85    | 25    |